# Miriam Barnes
Miriam Barnes (* 14. November 1983) ist eine ehemalige US-amerikanische Leichtathletin, die im Sprint und Hürdenlauf an den Start ging und sich auf die 400-Meter-Distanz spezialisiert hat. Ihren größten sportlichen Erfolg feierte sie mit dem Gewinn der Bronzemedaille mit der US-amerikanischen 4-mal-400-Meter-Staffel bei den Hallenweltmeisterschaften 2008 in Valencia.

## Sportliche Laufbahn
Miriam Barnes studierte an der Louisiana Tech University und startete 2008 mit der US-amerikanischen 4-mal-400-Meter-Staffel bei den Hallenweltmeisterschaften in Valencia und gewann dort in 3:29,30 min gemeinsam mit Angel Perkins, Shareese Woods und Moushaumi Robinson die Bronzemedaille hinter den Teams aus Russland und Belarus. 2010 bestritt sie ihre letzte Wettkampfsaison und beendete daraufhin ihre aktive sportliche Karriere im Alter von 26 Jahren.

## Persönliche Bestzeiten
- 400 Meter: 52,61 s, 2. September 2008 in Lausanne
  - 400 Meter (Halle): 52,96 s, 15. Februar 2009 in Karlsruhe
- 400 m Hürden: 55,35 s, 28. Juni 2008 in Eugene